# Énergie au Koweït
Le secteur de l'énergie au Koweït est dominé par le pétrole : en 2020, ce pays dispose des 7e réserves mondiales ; il est en 2021 le 10e producteur mondial de pétrole avec 3,1 % de la production mondiale, et le 6e exportateur. Il importe par contre 31 % de ses besoins en gaz naturel.
L'électricité du Koweït est produite à plus de 99 % par des centrales thermiques, brûlant en 2020 pour 58,3 % du gaz naturel et pour 41,4 % des produits pétroliers ; le solaire thermodynamique contribue pour 0,2 %, le solaire photovoltaïque pour 0,03 % et l'éolien pour 0,04 %.
Les émissions de CO2 par habitant s'élevaient à 21,26 t/hab en 2019, soit 47 % de plus qu'aux États-Unis et 4,9 fois les émissions de la France.

## Production de pétrole et de gaz naturel
L'immense gisement de Burgan, au sud de la capitale, découvert en 1938 (mais entré en production seulement après la guerre), a marqué l'entrée du pays dans l'ère du pétrole. Il est considéré comme le deuxième gisement de pétrole conventionnel du monde après celui de Ghawar en Arabie saoudite, avec un productible total de l'ordre de 60 milliards de barils. Plusieurs autres gisements géants ont été découverts au cours des années 1950 et 60.
Les réserves prouvées de pétrole du Koweït étaient estimées par l'Agence fédérale allemande pour les sciences de la terre et les matières premières (BGR) à 13,8 Gt (milliards de tonnes) fin 2020, soit 5,6 % des réserves mondiales, au 7e rang mondial, loin derrière le Vénézuela (19,3 %), l'Arabie saoudite (16,2 %), le Canada (10,8 %) et l'Iran (8,8 %). Elles représentaient 106 années de production au rythme de 2020 : 130,1 Mt. Elles n'ont pas été réévaluées depuis 2010.
La production de pétrole s'est élevée en 2021 à 131,1 Mt (millions de tonnes), en hausse de 0,9 % en 2021, mais en recul de 7 % par rapport à 2011, au 10e rang mondial avec 3,1 % de la production mondiale, loin derrière les États-Unis (16,8 %), la Russie (12,7 %) et l'Arabie saoudite (12,2 %).
En revanche, le pays est moins riche en gaz naturel : les gisements de pétrole koweïtiens ne donnent pas énormément de gaz associé. Ainsi, à Burgan, le ratio gaz/pétrole n'est que 464 pc/b, ce qui signifie que pour un baril de pétrole produit, seulement 464 pieds cubes (13 mètres cubes) de gaz associés sont obtenus.
Les réserves prouvées de gaz naturel du Koweït étaient estimées par l'Agence fédérale allemande pour les sciences de la terre et les matières premières (BGR) à 1 784 Gm3 (milliards de m³) fin 2020. Ces réserves classaient le Koweït au 20e rang mondial avec 0,9 % du total mondial, loin derrière la Russie (23,2 %), l'Iran (16,5 %) et le Qatar (11,6 %). Elles n'ont pas été réévaluées depuis 2010. Elles représentent 138 années de production au rythme de 2020 : 12,9 Gm3.
La production de gaz naturel s'est élevée en 2021 à 17,4 Gm3 (milliards de m³), soit 0,63 EJ (exajoules), en hausse de 5,9 % en 2021 et de 37 % par rapport à 2011, soit 0,4 % de la production mondiale, loin derrière les États-Unis (23,1 %), la Russie (17,4 %), l'Iran (6,4 %), la Chine (5,2 %) et le Qatar (4,4 %).

## Secteur aval, raffinage et distribution
Les quatre raffineries de la Kuwait Petroleum Corporation, situées au sud de la capitale, totalisent en 2021 une capacité de 1,43 Mbl/j (millions de barils par jour), en hausse de 79 % par rapport à 2020, du fait de la mise en service de la raffinerie d'Al-Zour. Cette capacité est très supérieure à la consommation (0,45 Mbl/j), permettant au pays d'exporter de grandes quantités de produits raffinés : 24,3 Mt (millions de tonnes), soit 2 % des exportations mondiales.

## Imports/exports d'hydrocarbures
Le pétrole koweïtien est exporté par le biais de trois terminaux pétroliers capables d'accueillir les pétroliers ULCC. Le plus gros de la production est exporté en Asie, la Corée du Sud étant le principal client en 2015. En 2014, sur les 90 milliards de dollars d'exportation du Koweït, le pétrole brut représentait 68 %, le pétrole raffiné, le GPL et les sous-produits (comme le coke de pétrole), 24 %.
En 2021, les exportations de pétrole brut ont atteint 88,4 Mt (millions de tonnes), au 6e rang mondial avec 4,3 % des exportations mondiales, surtout à destination de l'Asie (Chine 30,2 Mt, Inde 13,6 Mt, Japon 10,5 Mt, etc) et celles de produits raffinés 24,3 Mt.
En revanche, la consommation de gaz naturel (25,1 Gm3 en 2021) dépassant la production (17,4 Gm3), le Koweït importe du gaz naturel liquéfié (7,7 Gm3), soit 1,5 % des importations mondiales de GNL, provenant du Qatar (3,2 Gm3), du Nigeria (1,3 Gm3), des États-Unis (0,9 Gm3), d'Oman, des Émirats arabes unis, etc.

## Secteur de l'électricité

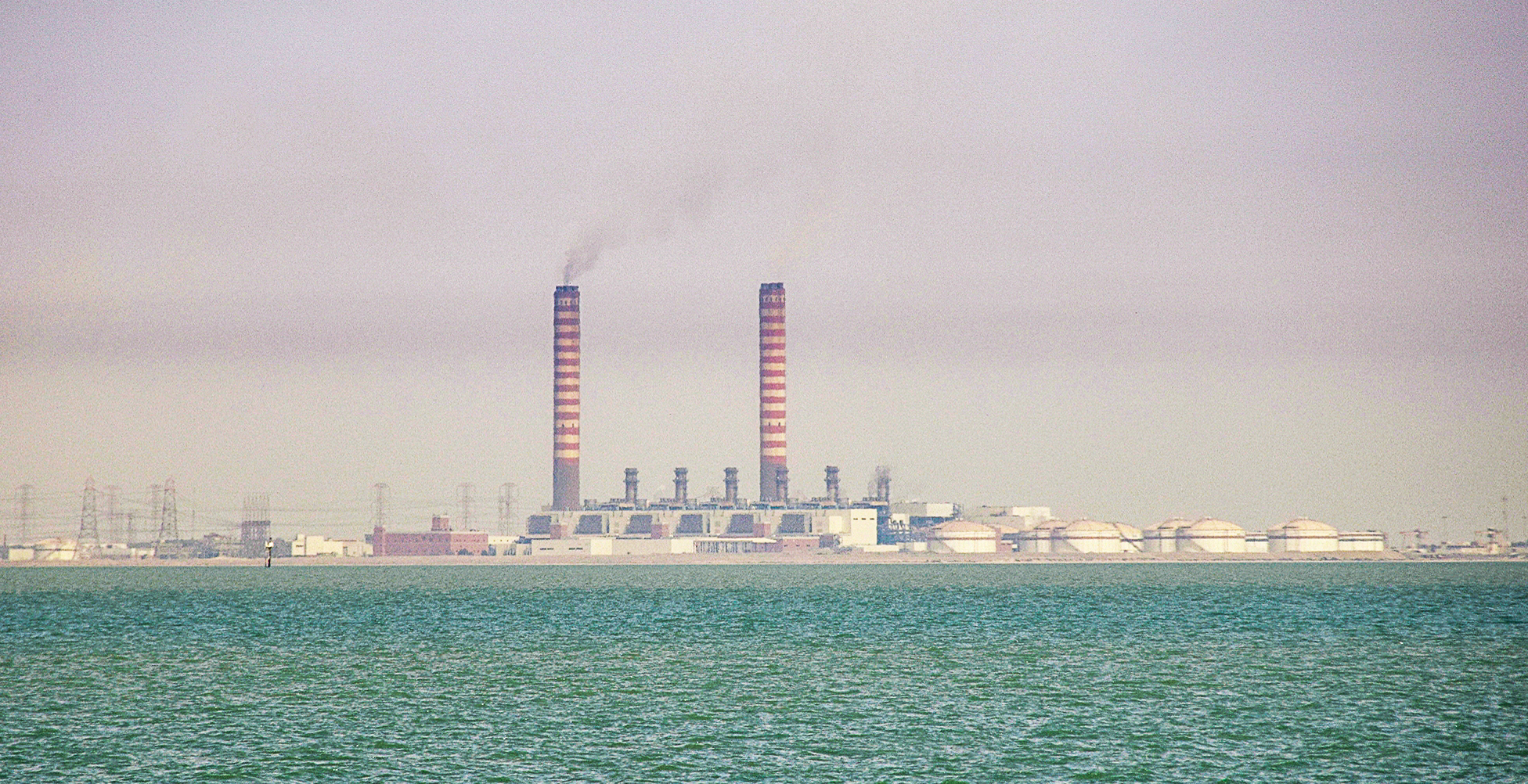
La centrale électrique au fioul de Subiya au Koweït.

Le Koweït a produit 80,8 TWh d'électricité en 2021, en progression de 40,5 % depuis 2011.
La quasi-totalité des 74,8 TWh produits en 2020 provient des centrales thermiques, dont 58,3 % au gaz naturel et 41,4 % à base de produits pétroliers ; le solaire thermodynamique contribue pour 0,2 %, le solaire photovoltaïque pour 0,03 % et l'éolien pour 0,04 %. Les produits pétroliers utilisés en 2020 étaient le fioul lourd : 144 PJ), le pétrole brut : 151 PJ et le diesel : 26 PJ.
Le pays a envisagé de recourir à l'énergie nucléaire en faisant construire des centrales nucléaires, mais le projet, jugé trop coûteux, a été abandonné à l'été 2016, contrairement aux Émirats arabes unis qui construisent la centrale nucléaire de Barakah.

### Solaire
En 2020, la production d'électricité à partir de l'énergie solaire atteignait 180 GWh, soit 0,24 % de la production d'électricité du pays, dont 160 GWh de solaire thermodynamique et 20 GWh de solaire photovoltaïque.
Le Koweït cherche à diversifier ses sources d'électricité, avec 15 % d'énergie renouvelable visés en 2030 ; en 2015 des contrats ont été signés pour une centrale photovoltaïque de 50 MWc et un parc éolien de 10 MW,.
La centrale solaire thermodynamique à miroirs cylindro-paraboliques de Shagaya (50 MW), construite de 2017 à 2019, dispose d'un système de stockage à sels fondus d'une capacité de 9 heures de fonctionnement.

## Impact environnemental
Le Koweït a émis en 2021, par combustion d'hydrocarbures et autres activités liées à l'énergie, un total de 103,1 Mt (millions de tonnes) de CO2, contre 88,9 Mt en 2011, soit une progression de 16 % en dix ans.
Les émissions de CO2 par habitant s'élevaient à 21,26 t/hab en 2019, soit 47 % de plus qu'aux États-Unis : 14,44 t/hab et 4,9 fois les émissions de la France : 4,36 t/hab.